# Strajk pracownic fabryki zapałek (1888)
Strajk pracownic fabryki zapałek (1888) – protest robotniczy, który miał miejsce latem 1888 w Londynie. Uczestniczkami były kobiety zatrudnione przy produkcji i pakowaniu zapałek w fabryce Bryant & May we wschodnim Londynie. Strajk stanowił odpowiedź na niskie płace, niebezpieczne warunki pracy oraz represje ze strony pracodawcy. Zakończył się częściowym sukcesem – kobiety wywalczyły poprawę warunków zatrudnienia i utworzyły własny związek zawodowy. Strajk ten uznawany jest za przełomowy moment w historii brytyjskiego ruchu pracowniczego i praw kobiet.

## Tło społeczno-gospodarcze
Fabryka Bryant & May znajdowała się w londyńskiej dzielnicy Bow, w rejonie East End, gdzie w XIX wieku mieszkało wielu ubogich robotników i imigrantów. Większość pracownic stanowiły młode kobiety, głównie pochodzenia irlandzkiego, w wieku od 15 do 20 lat. Pracowały one w bardzo trudnych i niebezpiecznych warunkach. Ich tygodniowe zarobki wynosiły mniej niż pięć szylingów, a do ich obowiązków należała m.in. praca z toksycznym białym fosforem, który powodował ciężką chorobę zwaną phossy jaw – fosforową martwicę kości szczękowej. Choroba ta prowadziła do oszpecenia, ropni, uszkodzenia mózgu, a nawet śmierci.
Pracownice były także karane finansowo za drobne przewinienia. Kary mogły wynosić od trzech pensów do jednego szylinga, a za spóźnienie – nawet połowę dniówki. Dodatkowo, wiele z dziewcząt traciło włosy wskutek noszenia ciężkich pudełek na głowie.

### Artykuł w „The Link” i początek strajku
Bezpośrednią przyczyną wybuchu strajku był artykuł opublikowany 23 czerwca 1888 w tygodniku „The Link”, redagowanym przez dziennikarkę i aktywistkę Annie Besant oraz Herberta Burrowsa. Artykuł powstał po tym, jak Besant wysłuchała przemówienia pisarki i feministki Clementiny Black podczas spotkania Towarzystwa Fabiańskiego, dotyczącego warunków pracy kobiet. Następnego dnia udała się do fabryki Bryant & May i przeprowadziła rozmowy z robotnicami. W swoim tekście opisała 14-godzinny dzień pracy, bardzo niskie zarobki oraz powszechny system kar pieniężnych.
Artykuł miał oburzyć kierownictwo fabryki, które zażądało od pracownic podpisania oświadczenia zaprzeczającego opublikowanym informacjom. Kobiety odmówiły, a w odwecie jedna z nich została zwolniona – pod pretekstem innym niż udział w rozmowie z Besant. Zwolnienie pracownicy wywołało natychmiastową reakcję: 2 lipca około 1400 kobiet i dziewcząt przerwało pracę.

## Przebieg strajku i jego skutki
Pomimo braku zaplecza organizacyjnego, przywódców i funduszy, strajkujące wykazały się dużą solidarnością i determinacją. Wsparcia udzielili im m.in. dziennikarz William Stead oraz sufrażystka Emmeline Pankhurst. Besant wykorzystała swoje pismo do zbierania funduszy i nagłaśniania sprawy. Pracownice zorganizowały demonstracje, a ich postulaty trafiły do parlamentu. Powołały także własny związek zawodowy – Union of Women Match Makers – z Annie Besant jako przewodniczącą. Wkrótce związek ten przekształcił się w Matchmakers Union, do którego mogli dołączać także mężczyźni.
Fabryka pozostawała nieczynna przez około trzy tygodnie. Ostatecznie 16 lipca dyrekcja zgodziła się na większość postulatów: przywróciła do pracy zwolnione kobiety i zniosła niesprawiedliwe kary finansowe. Uznała również istnienie związku zawodowego. Postanowiono również, że skargi pracownicze będą mogły być kierowane bezpośrednio do zarządu, z pominięciem brygadzistów, którzy wcześniej blokowali przepływ informacji o problemach. Istotnym punktem porozumienia było także wyznaczenie oddzielnego pomieszczenia do spożywania posiłków, co miało zapobiec ich skażeniu fosforem. Jednak produkcja zapałek z użyciem niebezpiecznego białego fosforu trwała nadal aż do uchwalenia ustawy White Phosphorus Matches Prohibition Act w 1908.
Strajk ten był pierwszym w Wielkiej Brytanii przypadkiem masowego protestu niezorganizowanych wcześniej pracowników, który zakończył się sukcesem i uzyskał ogólnokrajowy rozgłos.

## Upamiętnienie i dziedzictwo
Brytyjski aktor i autor piosenek Bill Owen, razem z kompozytorem Tonym Russellem, w 1966 napisali musical The Matchgirls, który opowiadał historię strajku.
Powieść dla dzieci Florence and the Mischievous Kitten autorstwa Megan Rix, wydana przez Puffin Books w 2019, opowiada historię zapałczanki Beth z fabryki Bryant & May, która bierze udział w proteście latem 1888 i spotyka Florence Nightingale.
W 2022 organizacja ⁣⁣English Heritage⁣⁣, zajmująca się instalacją tzw. niebieskich tablic, upamiętniła strajk poprzez umieszczenie tablicy na budynku dawnej fabryki Bryant & May, w którym obecnie mieszczą się lofty oraz instytucje kultury. Tablica przypomina o wydarzeniu, które w Wielkiej Brytanii uznawane jest za punkt zwrotny w walce o prawa pracowników i kobiet.
W 2022 strajk został również przedstawiony w fabularyzowany sposób w filmie Enola Holmes 2 wyprodukowanym przez platformę Netflix.